# エルンスト・シュトゥーフェン
エルンスト・シュトゥーフェン（Ernst Stuven、1657年頃 - 1712年）はドイツ生まれで、アムステルダムなどで活動した画家である。花や果物などの静物画を描いた。

## 略歴
18世紀初めに画家の伝記を出版したアルノルト・ホウブラーケンによれば、シュトゥーフェンはハンブルクの生まれで、ハンブルクで静物画家のゲオルク・ハインツ(Georg Hainz: 1630–1700)に学んだ後、18歳の時にアムステルダムに移り、風俗画の画家、ヨハネス・フォールハウト(Johannes Voorhout: 1647–1717)の弟子になった。花の絵を描くのを好んだため、すぐにウィレム・ファン・アールスト(1627-1683)の工房に移り、しばらくしてからアブラハム・ミグノン(1640-1679)の工房に移った 。 ホウブラーケンはシュトゥーフェンの絵は良く売れ、結婚したが、画家として知られるようになった子供は無く、有名な弟子にエリアス・ファン・デン・ブルークがいたとしている。オランダ美術史研究所によれば シュトゥーフェンの弟子にはHerman van der MijnやWillem Grasdorpといった画家がいる 。
ホウブラーケンはシュトゥーフェンが非常に乱暴な男であったことを伝えていて、弟子のGrasdorpを虐待し、警察の介入を招き、裁判で12年の懲役の判決を受けた。刑務所に収監されて刑期半ばで、釈放された後、ロッテルダムに移り、ロッテルダムで亡くなった。

## 作品

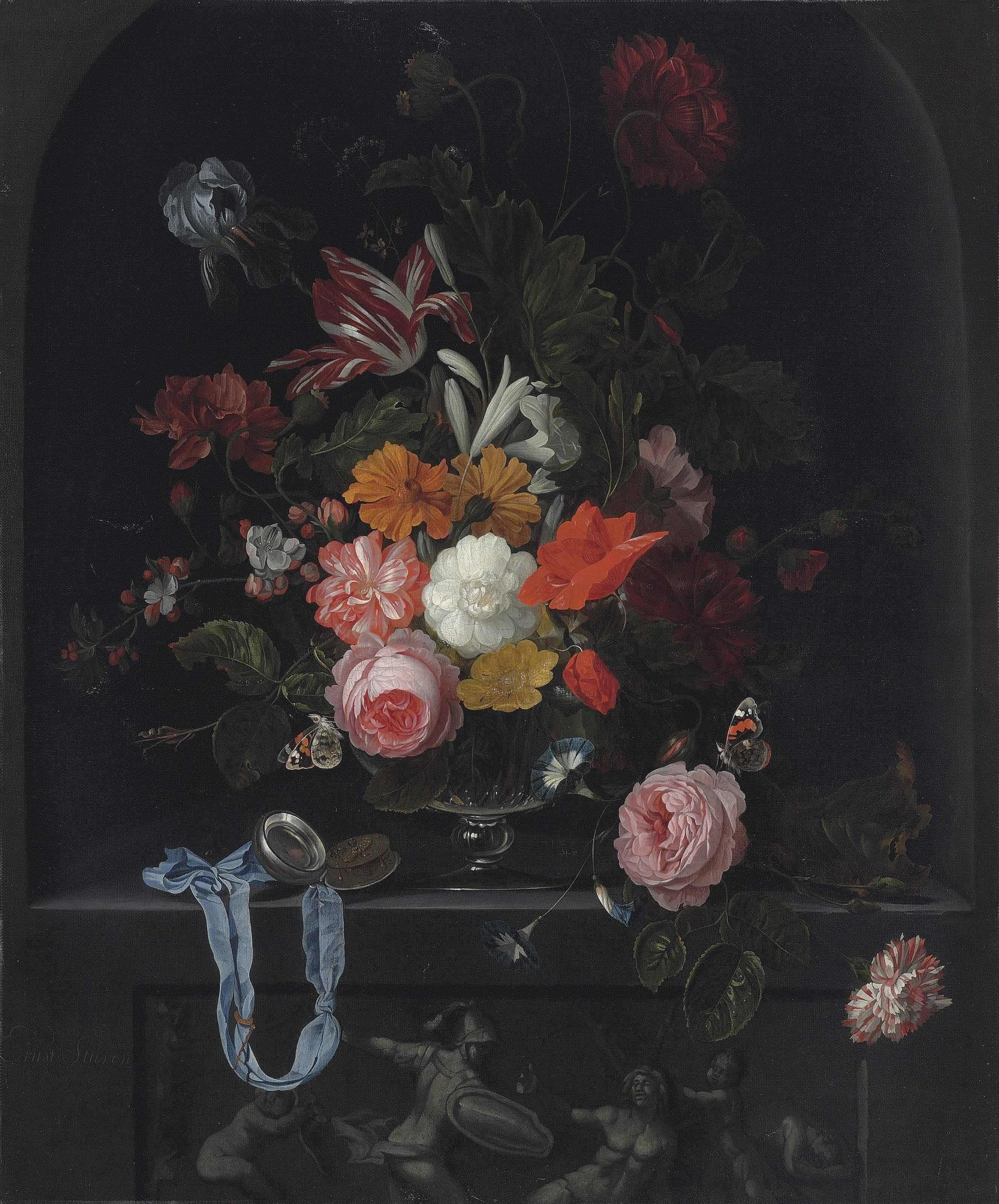
花と懐中時計のある静物画
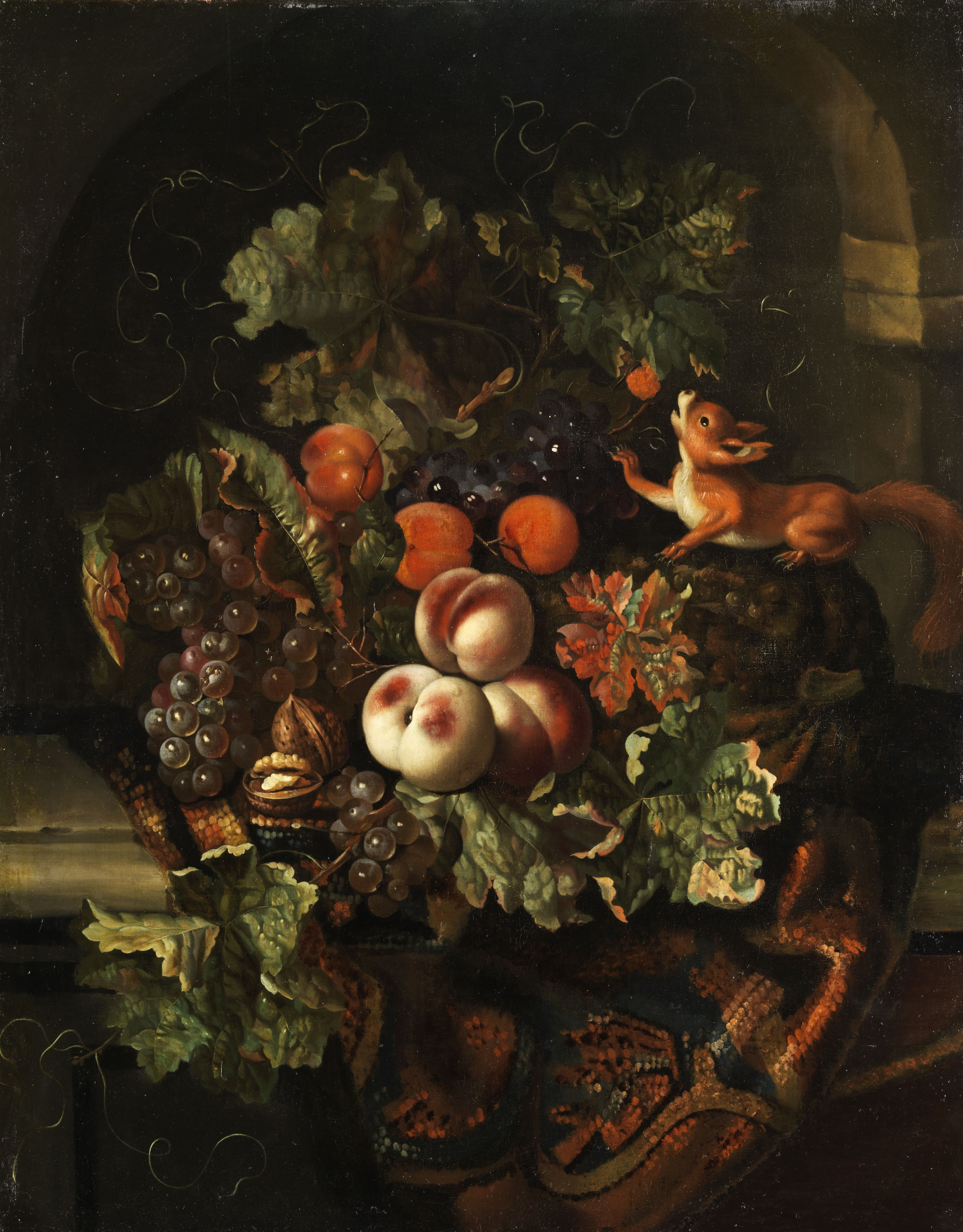
果物とリスのいる静物画
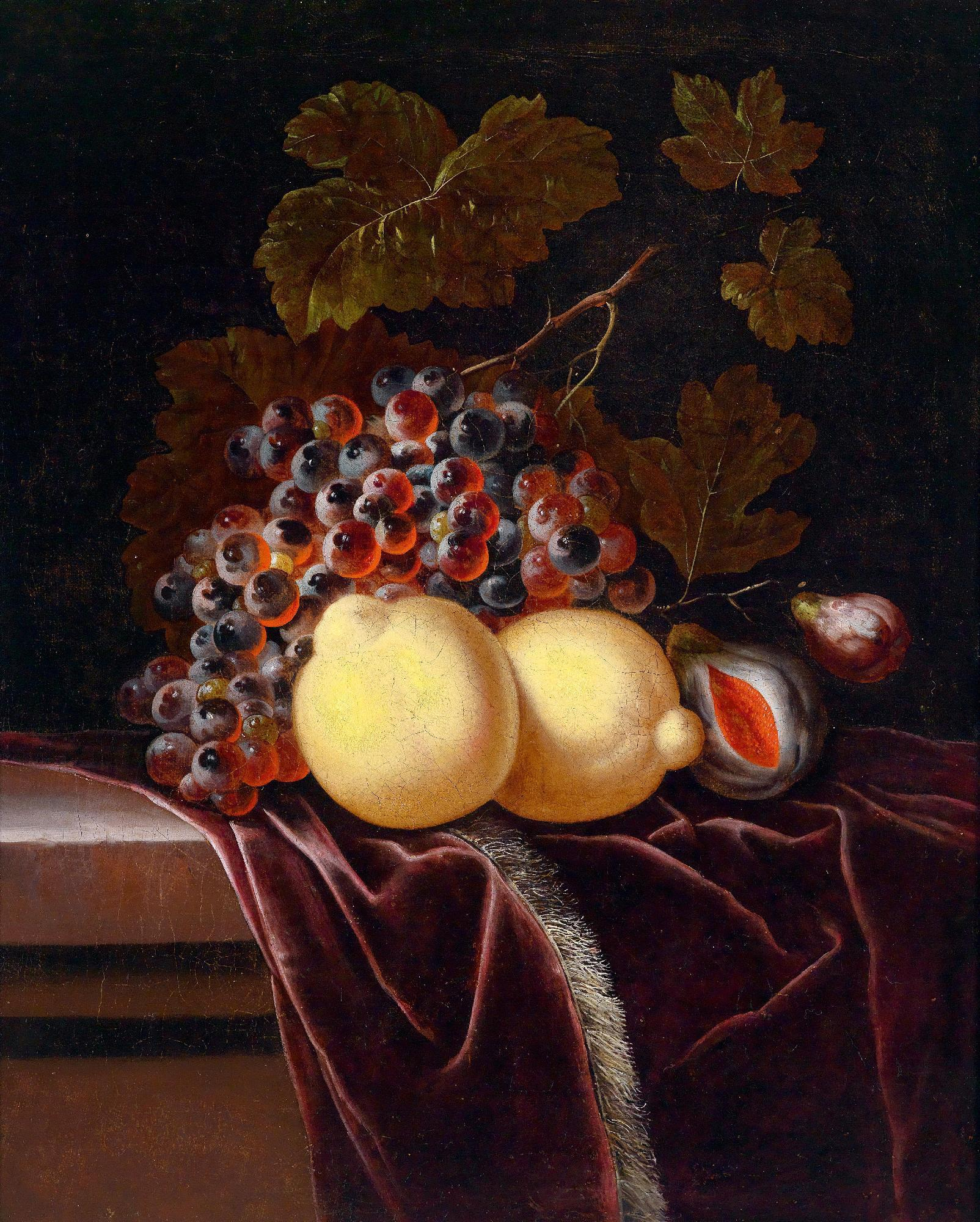
静物画